# 斯特羅加諾夫宮

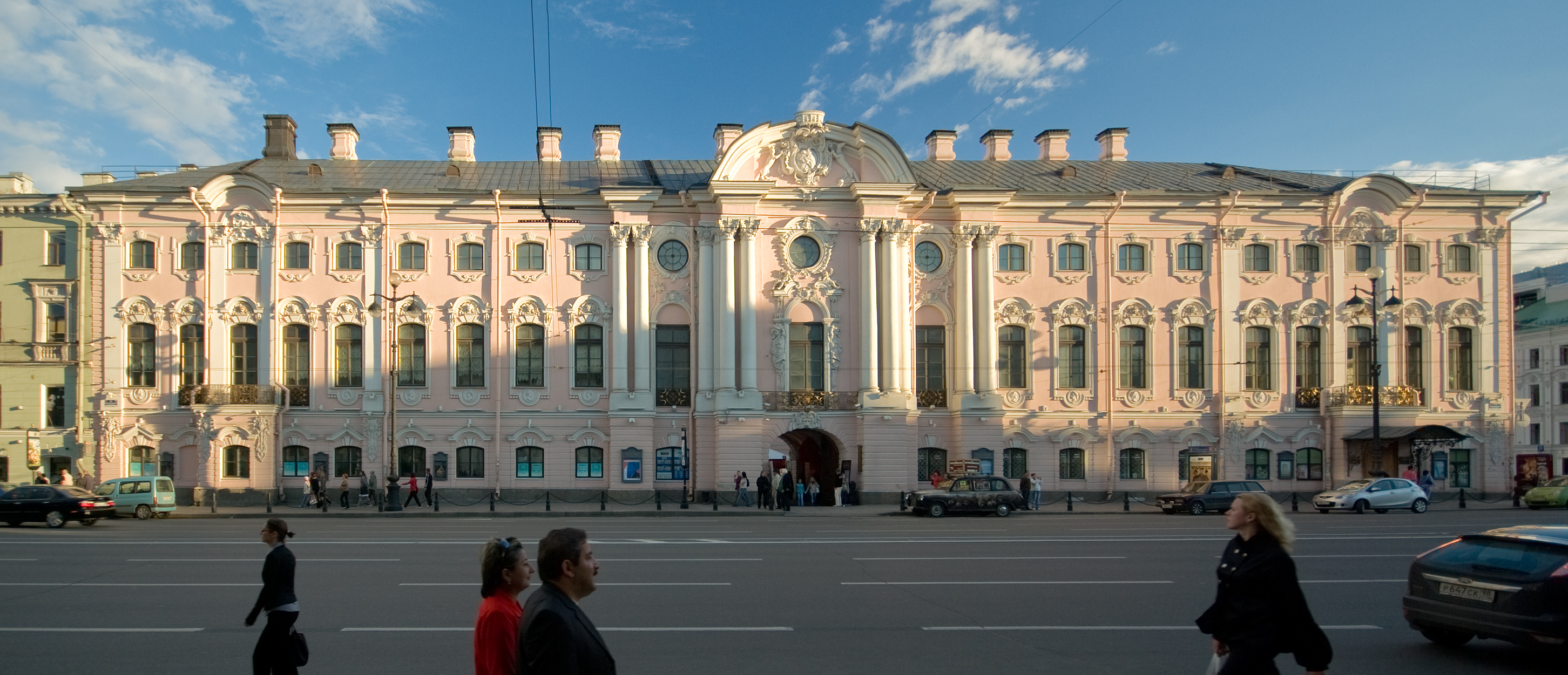

斯特羅加諾夫宮（俄语：Строгановский дворец）是位於俄羅斯聖彼得堡莫伊卡河和涅夫大街之間的一座後期巴洛克式建築。
斯特羅加諾夫宮修建於1753年至1754年，是意大利建筑家弗朗切斯科·巴尔托洛梅奥·拉斯特雷利为谢尔盖·格里戈里耶维奇·斯特罗加诺夫男爵设计的。19世纪时期，建筑家安德烈·沃罗尼欣对内部结构进行了改造。
斯特罗加诺夫宫长期以来一直是斯特罗加诺夫家族的地产。十月革命以后，斯特罗加诺夫家族因支持白军而流亡国外，此地产被布尔什维克征收为国有地产。布尔什维克将此宫殿改为国家博物馆，用来展示俄罗斯贵族的生活方式。1929年博物馆关闭，许多藏品被移交给埃尔米塔日博物馆。斯特罗加诺夫宫随后被移交给一个植物学研究机构。自1939年开始，造船人民委员部将此宫殿征收为办公地点长达半个世纪。
自1988年開始，斯特羅加諾夫宮成為俄羅斯博物館的分館建築之一，用來展示藝術品。